# Calocomus
Calocomus is een kevergeslacht uit de familie van de boktorren (Cerambycidae). De wetenschappelijke naam van het geslacht werd voor het eerst geldig gepubliceerd in 1832 door Audinet-Serville.

## Soorten
Calocomus omvat de volgende soorten:
- Calocomus desmarestii (Guérin-Méneville, 1831)
- Calocomus kreuchelyi Buquet, 1840
- Calocomus morosus White, 1850
- Calocomus rodingeri Tippmann, 1951
- Calocomus rugosipennis Lucas, 1859